# Ozero Bobyno
Ozero Bobyno (ryska: Озеро Бобыно) är en sjö i Belarus.   Den ligger i voblasten Vitsebsks voblast, i den norra delen av landet, 160 km norr om huvudstaden Minsk. Ozero Bobyno ligger 138 meter över havet. Arean är 0,46 kvadratkilometer. Den sträcker sig 1,3 kilometer i nord-sydlig riktning, och 0,8 kilometer i öst-västlig riktning.
Omgivningarna runt Ozero Bobyno är en mosaik av jordbruksmark och naturlig växtlighet. Runt Ozero Bobyno är det ganska glesbefolkat, med 48 invånare per kvadratkilometer.